# Patrizia Webley
Patrizia Webley est une actrice italienne née le 1er décembre 1950 à Rome. Elle apparaît parfois aussi sous son vrai nom, Patrizia De Rossi, et joue principalement dans des films d'horreur ou érotiques.

## Biographie

### Vie privée
Patrizia Webley est mariée à l'acteur Enzo Fisichella.

## Filmographie
- 1975 : La sanguisuga conduce la danza
- 1975 : Giro girotondo... con il sesso è bello il mondo
- 1975 : Gli angeli dalle mani bendate
- 1976 : La febbre del cinema
- 1976 : Il letto in piazza
- 1976 : À pleine gorge
- 1976 : La Prof et les Farceurs de l'école mixte
- 1976 : Salon Kitty
- 1976 : Jeune fille au pair (La ragazza alla pari) de Mino Guerrini
- 1977 : Les Folles Nuits de Caligula (Le calde notti di Caligola)
- 1977 : Lâche-moi les jarretelles
- 1977 : Action immédiate
- 1977 : La sorprendente eredità del tonto di mammà
- 1979 : Play Motel
- 1979 : Malabimba
- 1979 : Les Vierges damnées
- 1980 : Le Coucou
- 1981 : L'assassino ha le ore contate (téléfilm)